# Tropidonophis multiscutellatus
Tropidonophis multiscutellatus — вид змій родини полозових (Colubridae). Мешкає на Новій Гвінеї та на сусідніх островах.

## Поширення і екологія
Tropidonophis multiscutellatus мешкають на більшій частині Нової Гвінеї (за винятком півдня і крайнього південного сходу острова та гір Центрального хребта), а також на островах Біак і Нумфор. Вони живуть у вологих тропічних лісах, на берегах водойм. Зустрічаються на висоті до 1440 м над рівнем моря. Ведуть водний, денний спосіб життя. Живляться переважно амфібіями, а також рибою. Самиці відкладають яйця, в кладці від 2 до 7 яєць.